# Lithiumamid
Lithiumamid ist eine chemische Verbindung des Lithiums aus der Stoffgruppe der Metallamide.

## Gewinnung und Darstellung
Lithiumamid wird industriell durch Erhitzen von Lithium oder Lithiumhydrid in einem Strom von Ammoniak hergestellt. Außerdem bildet es sich langsam, wenn Lithium in flüssigem Ammoniak gelöst wird. Wie auch bei anderen Alkali- und Erdalkaliamiden wird diese Reaktion durch die Anwesenheit von Eisen(II)-chlorid erheblich beschleunigt.
{\displaystyle \mathrm {2\ Li+2\ NH_{3}\longrightarrow 2\ LiNH_{2}+H_{2}} }
{\displaystyle \mathrm {LiH+NH_{3}\ {\xrightarrow {350\;^{\circ }C}}\ LiNH_{2}+H_{2}} }

## Eigenschaften
Lithiumamid ist ein farb- und geruchloser Feststoff, der sich in Wasser zersetzt.
{\displaystyle \mathrm {LiNH_{2}+H_{2}O\longrightarrow LiOH+NH_{3}} }
Die Verbindung ist allgemein sehr hydrolyseempfindlich und greift Glas schwach an. Beim Erhitzen im Vakuum gibt sie oberhalb von 300 °C Ammoniak ab. Der quantitative Abbau zu Lithiumimid erfolgt jedoch erst bei 400 °C und erst oberhalb 750–800 °C zersetzt sie sich unter Abgabe von Stickstoff, Wasserstoff und Ammoniak.
{\displaystyle \mathrm {2\ LiNH_{2}\ {\xrightarrow {400\;^{\circ }C}}\ Li_{2}NH+NH_{3}} }

### Kristallstruktur
Die Kristallstruktur des Lithiumamids wurde im Jahr 1951 von Robert Juza und Karl Opp in der tetragonalen Raumgruppe I4 (Nr. 82)  mit a = 501,6 pm und c = 1022 pm anhand von Pulveraufnahmen bestimmt. Hierbei wurde die Lage der Stickstoffatome und der Lithiumatome bestimmt, jedoch nicht des Wasserstoffs. In einer späteren Arbeit im Jahre 1972 wurde die Kristallstruktur anhand eines Lithiumamid-Einkristalls neu bestimmt. Hierbei wurden auch die Lagen der Wasserstoffatome bestimmt. Die Gitterparameter wurden zu a = 503,7 pm und c = 1027,8 pm bestimmt. Die Stickstoffatome bilden eine verzerrte kubisch dichteste Kugelpackung, in der jede zweite Tetraederlücke von Lithium besetzt ist. Die ABC-Abfolge der Schichten ist entlang [112] angeordnet. In z = 0 sind es drei Li+, in z = 1/4 ein Li+, in z = 1/2 wieder drei Li+ und in z = 3/4 wieder ein Li+. Die Struktur steht in Verwandtschaft zu der des Lithiumhydroxides, unterscheidet sich aber von dieser.

## Verwendung
Lithiumamid wird in der organischen Chemie bei Claisen-Kondensationen, bei der Alkylierung von Nitrilen und Ketonen sowie der Synthese von Ethinyl-Verbindungen und Carbinolen verwendet. Sie wird weiterhin als Reagenz zur Kreuzkupplung von Arylchloriden und Aminen eingesetzt.